# Serviço Federal de Proteção (Rússia)
O Serviço Federal de Proteção ou Serviço Federal de Guarda (em russo:  Федеральная Cлужба Oхраны - ФСО, transl. Federalnaya Sluzhba Okhrany - FSO) da Federação Russa é um órgão executivo federal no campo da segurança estatal, comunicações para as necessidades das autoridades públicas, bem como funções de tecnologia da informação e informações e suporte analítico para as atividades do Presidente da Federação Russa, do Governo da Federação Russa e de outros órgãos estatais.
O FSO, juntamente com o FSB, o SVR e a GRU, faz parte das "forças e meios de garantir a segurança", ou seja, serviços especiais; possui o direito de realizar atividades investigativas. O Serviço Federal de Proteção da Rússia fornece serviço civil, militar e federal. É dotado da personalidade jurídica. Faz parte das organizações paramilitares estatais que têm o direito de adquirir armas de fogo de mão e outras armas de combate.

## Poderes e Deveres
O Serviço Federal de Proteção da Federação Russa é um órgão executivo federal responsável pelo desenvolvimento da política estatal, regulamentação legal, controle e supervisão no campo da segurança estatal, presidencial, governamental e outros tipos de comunicações e informações especiais fornecidos a órgãos federais de autoridades estaduais, autoridades estaduais das entidades constituintes da Federação Russa e outros órgãos estaduais. Ele realiza suas atividades diretamente e por meio de órgãos territoriais.
O Presidente da Federação Russa é responsável pelas atividades do órgão na Rússia.
Os regulamentos sobre e a estrutura dos órgãos federais de proteção estadual são aprovados pelo Presidente da Federação Russa.
O Governo da Federação Russa coordena as atividades do do serviço federal da Rússia na parte relativa à interação do órgão com as autoridades executivas federais.
As principais tarefas desse órgão da Rússia são:
1. Garantir a segurança de objetos de proteção estatal em locais de permanência permanente e temporária e em rotas de viagem (objetos de proteção estatal incluem o Presidente da Federação Russa, pessoas que ocupam cargos governamentais na Federação Russa, funcionários públicos federais sujeitos à proteção estatal em de acordo com a lei federal de 27 de maio de 1996 No. 57-FZ "Sobre a Proteção do Estado", bem como chefes de estados e governos estrangeiros e outras pessoas de estados estrangeiros durante sua estada no território da Federação Russa);
2. Previsão e identificação de ameaças aos interesses vitais dos objetos de proteção do Estado, implementação de um conjunto de medidas de prevenção dessa ameaça;
3. Prevenção, detecção e supressão de invasões ilegais em objetos de proteção estadual e objetos protegidos - prédios, estruturas e estruturas em que se localizam órgãos do governo federal, adjacentes a prédios, estruturas e estruturas especificadas do território e da área de água, sujeitos à proteção em zelar pela segurança dos objetos de proteção do Estado, bem como dos prédios, estruturas e estruturas, territórios limítrofes e áreas de água, que estão sob a gestão operacional dos órgãos de segurança estaduais federais;
4. Prevenção, detecção e repressão de crimes e outras infrações contra objetos vigiados, em locais de permanência permanente e temporária de objetos de proteção do Estado e em suas rotas;
5. Proteção de objetos protegidos;
6. Participação, dentro dos limites das suas competências, na luta contra o terrorismo;
7. Organização e manutenção da operação, segurança, melhoria das comunicações especiais e informações prestadas aos órgãos governamentais;
8. Participação no desenvolvimento e implementação de medidas para garantir a segurança da informação da Federação Russa, contra a inteligência técnica e proteção de informações que constituam um segredo de Estado;
9. Implementação da política estatal no domínio da informatização jurídica da Federação Russa e coordenação dos trabalhos realizados nesta área;
10. Apoio tecnológico-informacional e analítico-informacional de órgãos estaduais, manutenção técnica e suporte de software de sistemas de informação e telecomunicações e centros situacionais, bem como apoio informativo de gestão estatal em tempos de guerra e em situações de emergência;
11. Garantindo sua própria segurança.[2]

## História
Órgãos de segurança do Estado e sua estrutura moderna - o Serviço Federal de Proteção da Federação Russa - têm raízes históricas profundas. Na realidade, a instituição de proteção das primeiras pessoas do país surge desde o momento da criação do Estado, a formação das primeiras elites na sociedade e o surgimento de contradições entre elas.
A primeira informação escrita sobre a existência de divisões do Grão-Duque e dos guardas czaristas refere-se ao reinado de Ivan IV (o Terrível). Assim, no veredicto da Duma Boyar em agosto de 1555, há uma decisão de distribuir um terreno próximo ao Kremlin de Moscou para dois mil arqueiros do palácio, o que foi explicado pela necessidade de eles estarem constantemente localizados perto do palácio real.
No século XVII, cerca de 200 pessoas estavam constantemente sob o patrocínio do soberano como guarda-costas. À noite, os aposentos principais (entre os boiardos próximos) com um ou dois cortesãos ficavam de serviço perto do quarto real. Na sala ao lado havia seis guarda-costas, e nas salas ao lado havia mais quarenta pessoas. Além disso, arqueiros selecionados ficavam em todos os portões e portas do palácio. A guarda permanente do palácio também incluía 2.000 arqueiros de estribo, que alternavam dia e noite com guinchos carregados e pavios acesos - 250 por turno no Palácio do Kremlin, no pátio e no prédio do Tesouro.
Os historiadores atribuem informações detalhadas sobre as funções de segurança do estado às atividades de Artamon Sergeyevich Matveev (século XVII), que fundamentou a necessidade de destacar as funções militares, policiais e de segurança (palácio) separadas dos regimentos de rifle na ordem Streletsky. Ao mesmo tempo, as “preocupações” com a proteção da pessoa e família reais, o palácio real e o corpo diplomático foram nomeadas em documentos oficiais como tarefas separadas separadas de outros assuntos streltsy.
Artamon Matveev, em representação do czar Alexei Mikhailovich, participou ativamente dos mais importantes "assuntos soberanos" e, sendo uma pessoa multitalentosa, mostrou-se não só como o criador do sistema de segurança do Estado, mas também como um talentoso oficial de contra-espionagem e oficial de inteligência.
Algumas tarefas e funções da guarda estatal por iniciativa de A. Matveyev refletiram-se no primeiro código constitucional russo - "Código da Catedral" do czar Alexei Mikhailovich (1649).
O processo de criação e funcionamento de uma estrutura especializada para a proteção de altos funcionários do Estado tinha características próprias na Rússia. Ao longo do século XVIII e início do século XIX, a proteção do imperador, membros das famílias e residências de agosto, onde os representantes da Corte Imperial viviam, era realizada por métodos militares - os guardas dos regimentos de guardas do exército russo (Preobrazhensky, Semenovsky, e durante o reinado da Imperatriz Anna Ioanovna, o regimento da Guarda Izmailovsky foi adicionado a eles). Isso levou à intervenção da elite do exército na política do estado e à participação dos guardas nos golpes palacianos.
O papel ativo dos guardas nos golpes palacianos do século XVIII, o assassinato do Imperador Paulo I (1801) e sua participação no levante dezembrista (1825) levaram à necessidade urgente de criar uma guarda estatal profissional. A unidade destinada a proteger o imperador-soberano - o próprio comboio de Sua Majestade Imperial - foi criado em 18 de maio de 1811, na véspera da Guerra Patriótica de 1812.
Em janeiro de 1827, logo após a ascensão ao trono, o Imperador Nicolau I criou pela primeira vez estruturas militares de segurança profissional autônoma (comandante) (batalhões de guardas do palácio dos regimentos de guardas Preobrazhensky, Semenovsky e Izmailovsky).
Em 2 de outubro de 1827, a "Companhia dos Granadeiros do Palácio" foi estabelecida, de cujas equipes de pessoal foram formadas em São Petersburgo, Czarskoe Selo e no Kremlin de Moscou.
Em conexão com o surgimento e propagação do terror revolucionário, o surgimento de ameaças reais a Sua Majestade Imperial, membros da Família Augusta, em 8 de dezembro de 1861, uma guarda municipal especial foi criada para proteger as residências imperiais, e em 2 de maio, 1866, uma equipe de segurança especial (tácita).
Após o ato terrorista em 1o de março de 1881, quando o imperador Alexandre II morreu, o sistema de segurança do Estado na Rússia foi radicalmente reformado. Em 11 de agosto de 1881, no âmbito do "Regulamento de Proteção de Sua Majestade", foram aprovados os quadros das estruturas de segurança, e em 3 de setembro do mesmo ano, por decreto pessoal, o Major-General da comitiva de Sua Majestade PA Cherevin foi nomeado para o cargo de "Chefe da Segurança". Assim,  em 3 de setembro de 1881 (16 de setembro de acordo com o novo estilo), pela primeira vez na história da Rússia, um departamento especial foi criado para proteger as primeiras pessoas do estado.
Até março de 1917, a "Própria Guarda de Sua Majestade Imperial" incluía:
1. Companhia de Infantaria de Guardas (doravante denominado Regimento de Infantaria Próprio de Sua Majestade Imperial);
2. Próprio comboio de Sua Majestade Imperial;
3. A Equipe de Polícia do Palácio (mais tarde Polícia do Palácio, que incluía a parte secreta);
4. Inspetoria Ferroviária (transformada em 1º Regimento Ferroviário);
5. Uma companhia (mais tarde um batalhão) de granadeiros do palácio (que desempenhavam não apenas segurança individual, mas frequentemente também funções representativas). O último chefe de segurança do imperador Nicolau II (desde 1896 - o comandante do palácio) foi a suíte Major General V.N. Voeikov. O estágio final, anterior a outubro, no desenvolvimento da proteção estatal ocorreu sob o imperador Nicolau II, que se lembrou da tentativa de assassinato durante sua visita ao Japão durante toda a vida.[4]

Nas próximas décadas, o serviço de segurança melhorou, mas os princípios e métodos fundamentais de previsão, identificação de ameaças potenciais, interação com outras agências de aplicação da lei da Rússia, garantindo a segurança de pessoas protegidas, instalações atendidas, veículos, estabelecidos naquele momento , mudaram de forma insignificante e preocuparam-se, em primeiro lugar, com novos meios técnicos para garantir a segurança.
De fevereiro a outubro de 1917, a proteção da Comissão Provisória da Duma Estatal (Palácio de Tavrichesky), do Governo Provisório (Palácios de Mariinsky e de Inverno), do Conselho de Deputados de Trabalhadores e Soldados de Petrogrado (Palácios de Tavrichesky e Smolny) e outros importantes instalações do estado foram realizadas por unidades da guarnição de Petrogrado.
Sobre os órgãos de segurança do estado da Rússia, garantindo a segurança dos mais altos líderes do estado no período soviético
Desde o final de 1917, uma situação extremamente tensa se desenvolveu na Rússia. A guerra civil foi complicada pelas ações da oposição interna, o uso de táticas de terrorismo individual contra os líderes do estado soviético. Tudo isso levantou a questão da criação de uma unidade especial para o governo da República e a liderança da Comissão Extraordinária Pan-Russa (VChK), que realizaria a proteção física dos "funcionários mais importantes do governo".
Depois que a liderança do país mudou de Petrogrado para Moscou em março de 1918, surgiu a necessidade de garantir a segurança dos líderes do estado. Na Cheka, essa função foi atribuída ao departamento operacional sob o Presidium da Comissão Extraordinária de Toda a Rússia. 14 funcionários da unidade, sob a liderança da A.Ya. Belenky, além de exercer funções de segurança (segurança de comícios e reuniões), fazia vigilância externa, lutava contra o banditismo e a especulação.
Após o atentado "Socialista-Revolucionário" de agosto de 1918 contra a vida de Lenin, o departamento começou a alocar de um a vários comissários operacionais todos os dias (como o cargo era chamado) para proteger o Presidente do Conselho de Comissários do Povo. Os guardas de L.D. Trotsky e F.E. Dzerzhinsky. Ferimento grave do Presidente do Conselho dos Comissários do Povo em resultado de um ato terrorista cometido pelo terrorista F. Kaplan, o assassinato de vários líderes soviéticos, a apreensão de V.I. Lenin pela gangue de Koshelkov (1919) - forçado a aumentar a atenção para os problemas de proteção do Estado.
Durante 1920, o Presidium da Cheka em suas reuniões considerou repetidamente as questões de garantir a segurança dos mais altos líderes do estado soviético. Assim, em 5 de janeiro de 1920, os eventos relacionados com a organização do Gabinete do Comandante do Kremlin de Moscou e a guarda especial do Presidente do Conselho de Comissários do Povo - um grupo de comissários para atribuições especiais sob o Presidium da Cheka foram discutido.
Em 26 de novembro de 1920, de acordo com o decreto do Presidium da Cheka, foi criada uma Secretaria Especial, a qual tinha a incumbência de organizar e implementar a proteção aos líderes estaduais e às atividades realizadas com sua participação. Na época em que a Administração Política do Estado foi formada, em janeiro de 1922, o Departamento Especial do GPU Collegium já contava com 24 pessoas.
Em 1 ° de outubro de 1928, o Departamento Especial do OGPU Collegium foi chefiado pelo Secretário do Collegium A.M. Shanin.
Em 1930, o Departamento Especial foi extinto e suas funções transferidas para o Departamento de Operações da OGPU (chefiado por K.V. Pauker).
Por decreto do Comitê Executivo Central da URSS de 10 de julho de 1934, o Comissariado do Povo da União para Assuntos Internos foi formado. Incluía subdivisões da OGPU abolida. O elo operacional mais poderoso na estrutura do Comissariado do Povo de Assuntos Internos era a Direção Principal de Segurança do Estado (GUGB NKVD da URSS), então chefiada diretamente pelo Comissário do Povo.
A divisão que realizava trabalhos de proteção aos altos funcionários do Estado, ao corpo diplomático e aos convidados estrangeiros, bem como à ordem nos eventos públicos mais significativos (desfiles, manifestações, congressos, etc.) era o Departamento de Operações do GUGB NKVD da URSS (Operod).
Em 28 de novembro de 1936, com base nas unidades do Departamento de Operações do GUGB, encarregadas de garantir a segurança dos altos funcionários da URSS, foi formado um Departamento de Segurança independente do GUGB do NKVD da URSS. Em 25 de dezembro de 1936, os Departamentos do GUGB foram numerados, o departamento de segurança passou a ser o 1º Departamento do GUGB do NKVD da URSS.
Desde 1923, o Departamento de Operações, o Departamento de Segurança e, em seguida, o 1º Departamento do GUGB eram chefiados pelo Comissário de Segurança do Estado de 2º Grau K.V. Pauker, que desde 1930 liderou a segurança de I.V. Stalin. Em 15 de abril de 1937, o Vice-Comissário do Povo de Assuntos Internos, Comissário de Segurança do Estado de 3ª patente V.M. Kursk. Em 14 de junho de 1937, ele foi dispensado deste cargo. Ao mesmo tempo, o Departamento era chefiado pelo Comissário de Segurança do Estado de 3º grau I.Ya. Dagin.
Em 28 de março de 1938, o GUGB foi dissolvido. A 1ª Divisão passou a fazer parte da recém-criada 1ª Direção (Segurança do Estado) do NKVD da URSS e, em 29 de setembro de 1938, foi devolvida ao GUGB NKVD restabelecido. Para garantir a segurança dos estadistas durante as viagens pelo país e durante o descanso na periferia, existiam os 1os Departamentos (escritórios) da UGB local do NKVD da URSS.
Em 19 de novembro de 1938, após a prisão de I.Ya. Dagin, o 1º Departamento do GUGB era chefiado pelo chefe da segurança pessoal I.V. Stalin, major da segurança do estado N.S. Vlasik.
Em 26 de fevereiro de 1941, uma 1ª Divisão independente foi criada como parte do recém-formado NKGB da URSS. Em 31 de julho de 1941, ele se tornou parte do NKVD unido da URSS. O trabalho do departamento foi supervisionado permanentemente pelo Comissário de Segurança do Estado de 3 ° grau N.S. Vlasik.
Em 14 de abril de 1943, com base no 1º Departamento do NKVD da URSS, foi formada a 6ª Diretoria (proteção) do recém-formado NKGB da URSS, que em agosto de 1943 era chefiado pelo Comissário de Segurança do Estado A.K. Kuznetsov.
Por ordem do NKGB da URSS de 22 de março de 1946 , de acordo com o decreto do Soviete Supremo da URSS de 15 de março de 1946, o NKGB da URSS foi renomeado para Ministério da Segurança do Estado da URSS (MGB da URSS). Consequentemente, o departamento NKGB foi renomeado para departamento MGB. Uma reorganização significativa ocorreu na 6ª Diretoria do Ministério da Segurança do Estado da URSS. Por ordem do Ministério da Segurança do Estado da URSS, datado de 15 de abril de 1946, duas diretorias de segurança foram criadas com base nele.
Departamento de Segurança nº 1 do Ministério da Segurança do Estado da URSS, que realizou a segurança pessoal de I.V. Stalin, chefiado pelo Major General A.K. Kuznetsov e o Departamento de Segurança nº 2 do Ministério da Segurança do Estado da URSS, encarregado da segurança de outros líderes da URSS, eram o Tenente General N.S. Vlasik (em maio do mesmo ano foi substituído pelo Major General D.N.Shadrin).
Em 25 de dezembro de 1946, ambas as direções de segurança, bem como o Gabinete do Comandante do Kremlin de Moscou, foram fundidos na Diretoria de Segurança Principal (GUO) do MGB da URSS, chefiada pelo Tenente General N.S. Vlasik.
1ª Direção do GUO (serviço de segurança pessoal de I.V. Stalin) em 1947-1948. chefiado pelo Major General S.F. Kuzmichev, em 1949-1952 . - Coronel A.M. Rakov.
29 de abril de 1952 N.S. Vlasik foi suspenso do trabalho e designado para o Ministério de Assuntos Internos da URSS e para o Ministro da Segurança do Estado da URSS S.D. Ignatiev.
Em 23 de maio de 1952, o GUO do MGB da URSS foi reorganizado na Diretoria de Segurança (UO) do MGB da URSS e nas Diretorias de Segurança nº 1 e nº 2, que anteriormente faziam parte do GDO, foram transformados em departamentos da UO. Ministro da Segurança do Estado da URSS S.D. Ignatiev, e a real liderança da segurança de altos funcionários foi realizada pelo Vice-Ministro da Segurança do Estado, Tenente-General V.S. Ryasnoy e os subchefes da UO do Ministério da Segurança do Estado da URSS, coronéis N.P. Novik, P.N. Maksimenko.
Em 14 de março de 1953, para garantir a proteção dos quadros dirigentes do partido e do governo, o 9º departamento foi criado como parte do Ministério de Assuntos Internos da URSS, cujo chefe era o Major-General S.F. Kuzmichev. Em 26 de junho de 1953, após a prisão de S.F. Kuzmichev, a 9ª Diretoria do Ministério de Assuntos Internos da URSS era chefiada por K.F. Lunev. Em conexão com sua nomeação em 28 de julho de 1953, V.I. Ustinov.
Por decreto do Presidium do Soviete Supremo da URSS, datado de 13 de março de 1954, a KGB foi formada pelo Conselho de Ministros da URSS. No dia 18 de março, foi anunciada a estrutura do Escritório Central, que incluía a 9ª Diretoria (proteção de lideranças partidárias e governamentais).
Sobre a história da criação e atividades do Gabinete do Comandante do Kremlin de Moscou
Em 1918, os líderes do estado soviético mudaram-se para o Kremlin de Moscou, que era guardado pelo Gabinete do Comandante do Kremlin de Moscou.
Até janeiro de 1936, o escritório do comandante do Kremlin de Moscou não fazia parte do sistema dos órgãos de segurança do estado soviético, mas estava subordinado ao departamento militar - como um setor do distrito militar de Moscou.
Em 28 de janeiro de 1936, o Gabinete do Comandante do Kremlin de Moscou foi transferido do Comissariado do Povo de Defesa da URSS para o NKVD da URSS. Assim, considerou-se oportuno concentrar uma área de atividade tão importante como a segurança do Estado em um único bloco específico, e o UKMK e o 1º Departamento do NKVD, como unidades operacionais, entraram no sistema do Comissariado do Povo de Assuntos Internos . É importante notar que o UKMK e a 1ª Divisão eram órgãos independentes de segurança do Estado, não subordinados entre si, o que não os impedia de cooperar estreitamente e interagir na organização de medidas para garantir a segurança do Estado.
Em 14 de março de 1953, foi aprovada uma nova estrutura do Ministério de Assuntos Internos da URSS, onde foi criada a 10ª Diretoria (Gabinete do Comandante do Kremlin de Moscou), e em 18 de março de 1954, em conexão com a formação do KGB sob o Conselho de Ministros da URSS, a 10ª Diretoria (UKMK) tornou-se parte do Escritório Central do Comitê de Segurança do Estado.
Em 25 de junho de 1959, por despacho do KGB do Conselho de Ministros da URSS, foram aprovados novos quadros e a estrutura da 9ª Diretoria do Comitê de Segurança do Estado, que incluía a ex-10ª Diretoria (Gabinete do Comandante do Kremlin de Moscou).
Comandantes do Kremlin de Moscou:
1. Malkov P.D. - 1918-1920
2. Peterson R.A. - 1920-1935
3. Tkalun P.P. - 1935-1937
4. Rogov F.V. - 1937-1938
5. Spiridonov N.K. - 1938-1953
6. Vedenin A.Ya. - 1953-1967 (ele também foi o chefe da 10ª Diretoria do Ministério de Assuntos Internos da URSS e da 10ª Diretoria da KGB sob o Conselho de Ministros da URSS de setembro de 1953 a junho de 1959).
7. Shornikov S.S. - 1967-1986
8. Bashkin G.D. - 1986-1992
9. Barsukov M.I. - 1992-1995
10. Strygin S.V. - 1995-2004
11. Khlebnikov S.D. - 2004-2020[4]

Sobre os órgãos de segurança do Estado da Rússia, garantindo a segurança das primeiras pessoas do Estado na década de 1990 e agora, até 1990, a 9ª Diretoria do KGB da URSS continuou a exercer as funções de proteção do Estado.
Nesta altura, a liderança da 9ª Direcção era sucessivamente chefiada pelo N.S. Zakharov (1958-1961), V. Ya. Chekalov (1961-1967), S.N. Antonov (1968-1974), Yu.V. Storozhev (1974-1983), Yu.S. Plekhanov (1983-1991).
Em 1990-1991, após a eleição do Presidente da URSS, foi criado o Serviço de Segurança do Presidente da URSS, chefiado pelo Tenente General Yu.S. Plekhanov. Ela se torna a sucessora legal da 9ª Diretoria da KGB da URSS.
Em 1991, os órgãos de segurança do Estado foram fundidos na Diretoria Principal de Segurança da Federação Russa. O GUO da Rússia foi liderado em 1991-1992 pelo Major General V.S. Barbudo raro, em 1992-1995 - Tenente General M.I. Barsukov, em 1995-2000 - Coronel General Yu.V. Krapivin.
Em 1993-1996, o Serviço de Segurança do Presidente da Federação Russa (SBP Rússia), chefiado pelo Tenente General A.V. Korzhakov. Em julho de 1996, Yu.V. Krapivin, após o qual o Serviço de Segurança do Presidente da Federação Russa foi fundido com o Serviço Federal de Segurança da Federação Russa.
Em 27 de maio de 1996, a Lei da Federação Russa "Sobre a Proteção do Estado" foi adotada, de acordo com a qual o Serviço Federal de Segurança da Federação Russa foi criado, e em 2 de agosto de 1996, o Regulamento sobre o Serviço Federal de Segurança de a Federação Russa foi aprovada.
De 18 de maio de 2000 a 26 de maio de 2016, o cargo de chefe (diretor) do Serviço de Segurança Federal da Federação Russa foi ocupado por Evgeny Alekseevich Murov (posto militar - General do Exército). Em março de 2003, o Serviço Especial de Comunicações e Informações foi criado sob o comando do FOE da Rússia. Desde 2004, este serviço tem sido uma subdivisão estrutural do FSO da Rússia.
Desde 26 de maio de 2016, o cargo de chefe (diretor) do Serviço de Segurança Federal da Federação Russa é ocupado por Dmitry Viktorovich Kochnev (atualmente, o posto militar é Coronel General).

## Atual diretor
O atual diretor é Dmitry Kochnev, tendo nascido em Moscou em 1964 e General do Exército (2020). Educação - superior especializado.
- 1982-1984 serviço urgente nas Forças Armadas da URSS.[5]
- 1984 a 2002 serviço nas agências de aplicação da lei da URSS e da Federação Russa.[5]
- Desde 2002 nos órgãos de segurança do Estado da Federação Russa.[5]
- Desde 2015, Diretor Adjunto do FSO da Rússia - Chefe do Serviço de Segurança do Presidente da Federação Russa do FSO da Rússia.[5]

Pelo Decreto do Presidente da Federação Russa de 26 de maio de 2016 No. 256, ele foi nomeado Diretor do Serviço Federal de Proteção da Federação Russa.